# Villanueva de la Condesa
Villanueva de la Condesa es un municipio y localidad de la provincia de Valladolid, Castilla y León, España.

## Geografía
Situado en el declive de una cuesta sobre la margen derecha del arroyo de Carrozancos, que se une por la izquierda con el arroyo del Castillo, cerca de Villanueva, y ambos forman el arroyo Redondal, que asciende en dirección Noroeste hasta el límite de Villagómez la Nueva, donde desagua el río Valderaduey con el nombre de arroyo de Santa Engracia.
En su límite con el término de Fontihoyuelo nace el río Navajos, también conocido como arroyo Bustillo o Ahogaborricos, afluente del río Valderaduey.

### Fauna y flora
Tenemos posibilidad de observar y fotografiar la fauna característica de estas estepas lo que lo hace un sitio incomparable para el turismo naturalista y más concretamente el ornitológico. En estas planicies cerealistas se dan cita algunas de las comunidades orníticas más importantes de la península ibérica, siendo uno de los paisajes que mayor diversidad de especies presentan por encima incluso de muchos bosques. Cabe destacar por su importancia las aves esteparias: Sisón (Tetrax tetrax), Ganga y Ortega (Pterocles - Syrrhaptes), Alcaraván (Burhinus Oedicnemus) y Aguilucho Cenizo (Circus Pygargus), que encuentran en estos campos uno de sus últimos reductos. Mención especial debe hacerse a las avutardas, (Otis tarda), cuya buena parte de población a nivel mundial se encuentra concentrada en estas tierras.

## Historia
La primera mención documental que tenemos sobre Villanueva se refiere a los comienzos de la segunda mitad del siglo XI, en concreto a 1062, cuando un documento se refiere a la antigua “Villa Nova de Galindo Núñiz”, primer nombre conocido de la actual Villanueva de la Condesa. Su denominación como villa nueva, seguido de un nombre propio, indica sin lugar a dudas la persona que se ocupó de su repoblación en los años anteriores a 1062.
En el libro Becerro de las Behetrías, en 1352, esta localidad estaba comprendida dentro de la Merindad de Carrión, y pertenecía a doña Inés Ramírez, hija de Diego Ramírez, adelantado mayor de León durante el convulso reinado de Fernando IV. No obstante, no hay constancia documental de cómo llegó la localidad de Villanueva de la Condesa a manos de Alfonso García –en ese momento, señor de Bustillo de Chaves-, aunque se supone en las décadas ventrales del siglo XIV. Su hijo, Ferrán Alfonso de Zorita, empeñaba en 1392 la localidad de Villanueva de la Condesa a Ruy Ponce de León, a la sazón señor de la cercana localidad de Vega de Ruiponce, así como la de Morales de Campos, en la misma comarca.
En “El Catastro de la Ensenada”, en 1752, pertenecía al conde de Benavente, ahora en la Casa de Osuna. Y en 1787 esta localidad contaba con 155 habitantes, que se redujeron en 1850 hasta los 96, como muestra de la crisis económica que soportó toda esta comarca castellana durante la segunda mitad del siglo XIX. Entonces formaba parte de la diócesis de León, y pasó a la archidiócesis de Valladolid a partir del año 1955, con la nueva distribución geográfica de las diócesis.

## Geografía humana

### Demografía
Cuenta con una población de 59 habitantes (INE 2024).
| Gráfica de evolución demográfica de Villanueva de la Condesa entre 1842 y 2021                                        |
| |
| Población de derecho según los censos de población del INE. Población de hecho según los censos de población del INE. |

### Economía

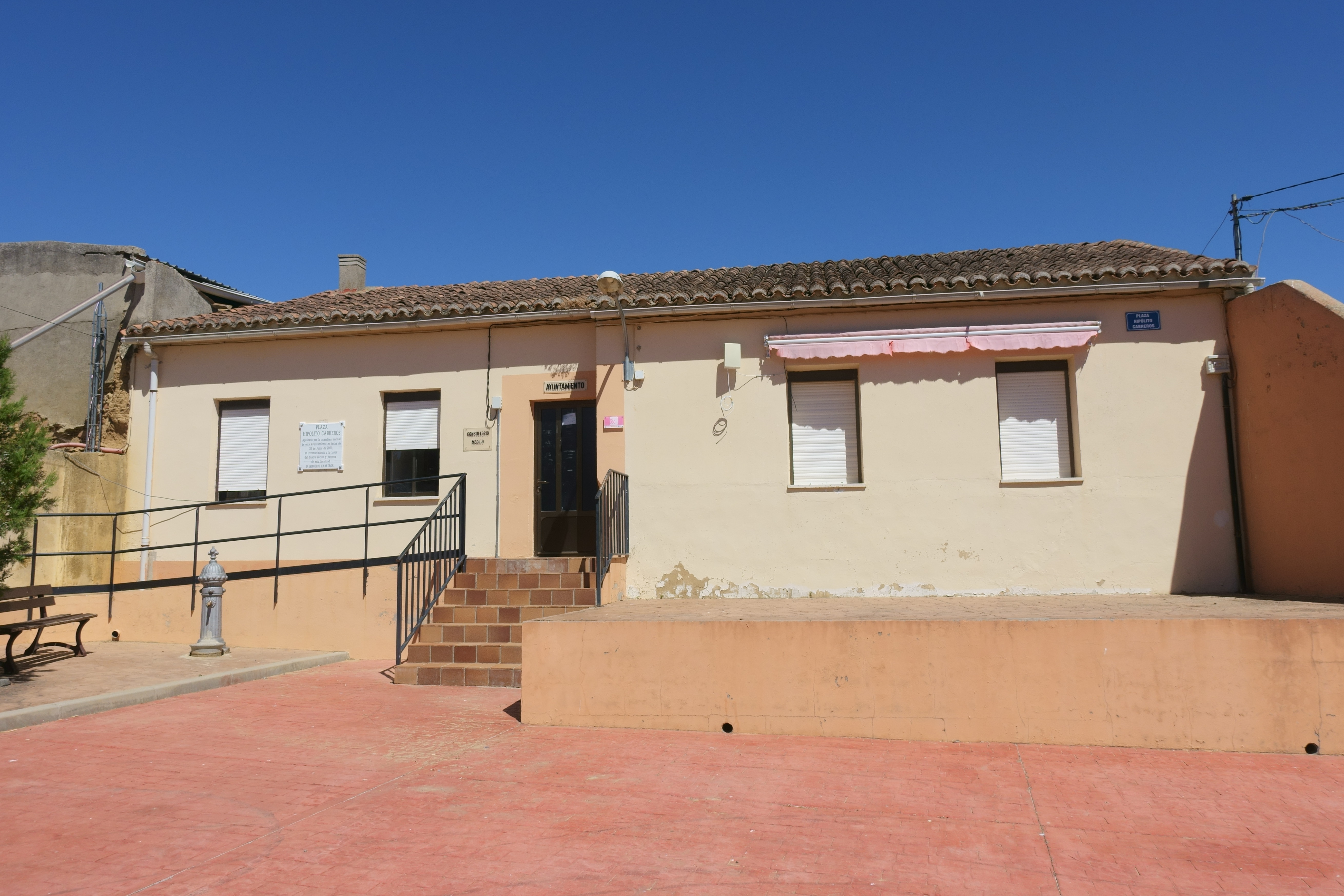
Casa consistorial

La mayoría de sus habitantes se dedican a la agricultura y la ganadería. La agricultura predominante es el secano, siendo el cereal, los forrajes como la beza, el titarro, o los guisantes junto con la alfalfa los cultivos más extendidos. En cuanto la ganadería destaca el ovino y su afamado lechazo churro.

### Turismo

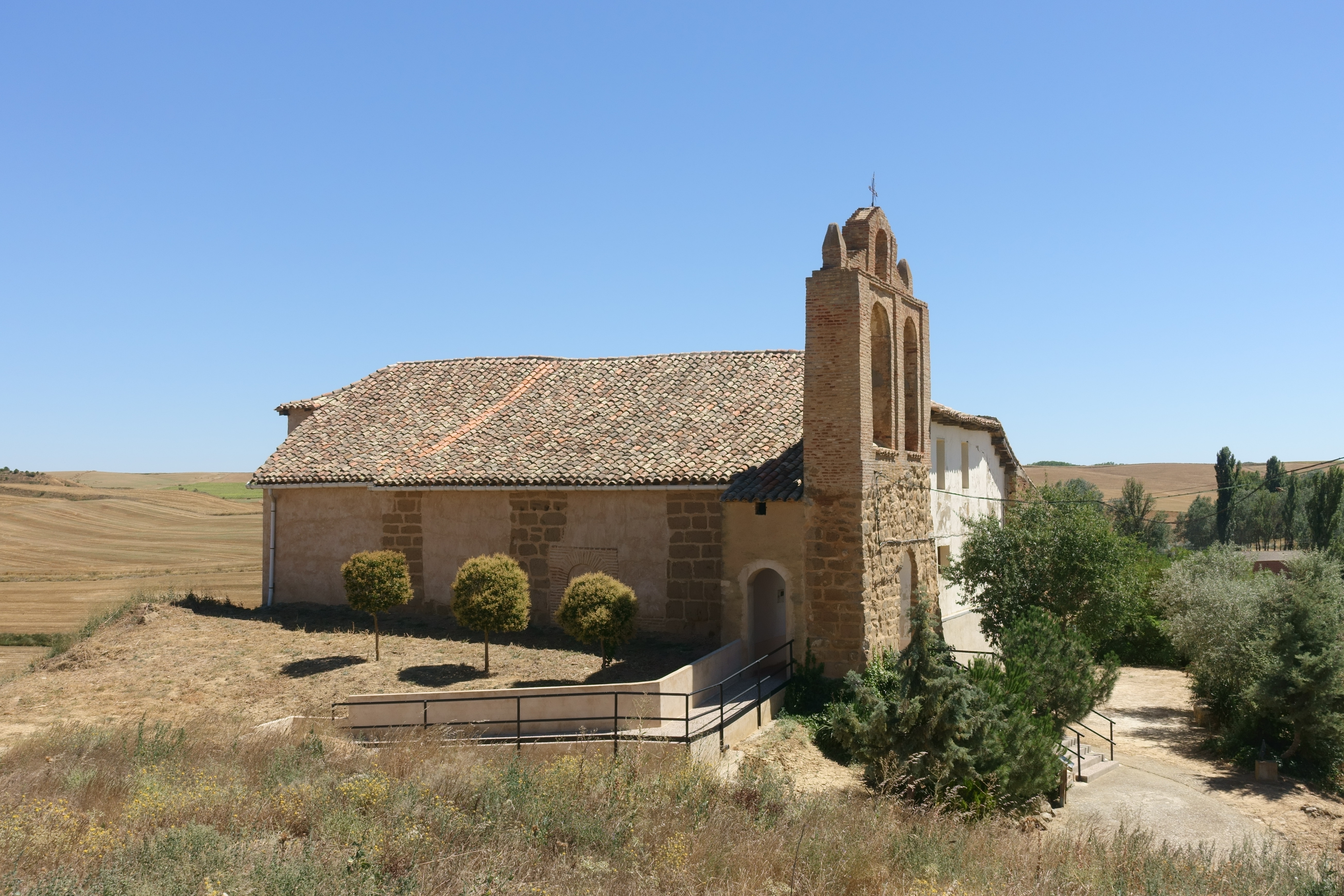
Iglesia de San Pedro Apóstol

La arquitectura típica está formada por casas hechas de adobe y tapial. También son típicos los palomares, los cuales se encuentran distribuidos por todo el término municipal.
Con orgullo se conserva la iglesia parroquial de San Pedro. Edificio gótico, construido en ladrillo y piedra en el siglo XVI. Tiene tres naves, separadas por columnas, que sostienen un techo plano en la nave central y de una sola vertiente en las naves laterales; la capilla mayor se cubre con armadura mudéjar. Arco triunfal de medio punto. Coro alto, a los pies. Se accede al templo por una portada, a los pies, en arco de medio punto. La espadaña, a los pies, está construida en ladrillo y tiene dos cuerpos.
Villanueva de la Condesa está coronada por el alto del "Castillo", en donde durante la Edad Media se alzó un castillo o fortaleza defensiva. En la actualidad en este paraje se encuentran numerosas bodegas excavadas en sus laderas que adornan sus paredes con aperos tradicionales de labranza. En la cumbre del "Castillo" se encuentra el mirador de la localidad, desde el cual podemos admirar la enorme riqueza paisajística de la llanura terracampina y la ribera del Cea con la silueta de los Picos de Europa allá donde se pierde el horizonte.

## Cultura

### Fiestas
Las fiestas patronales, en honor de San Antonio de Padua –Fernando, que cambió su nombre al hacerse franciscano, nació en Lisboa entre 1188 y 1191, y se le conoce por la ciudad italiana donde murió y en donde se veneran sus reliquias. El pueblo cristiano le ha visto como el santo que resucita a los muertos, que cura las enfermedades, que está dotado del don de bilocación, que habla a los peces, que convierte a los herejes, que atiende a los necesitados, que allana los obstáculos para contraer matrimonio, que encuentra las cosas perdidas, que conversa con el niño Jesús. Gran teólogo, combatió eficazmente la herejía albigense-, se celebran el 13 de junio. Además de los actos religiosos, misa solemne y procesión, destacan, entre los actos lúdicos, las verbenas y limonadas.
Los labradores celebran la fiesta de San Isidro el 15 de mayo. A la misa solemne sigue la procesión y la bendición de los campos. La Junta Agropecuaria Local obsequia con un vino Español a todos los asistentes.

### Gastronomía
Su rica gastronomía es la típica castellana: Queso de oveja, sopas de ajo, cocido castellano, lenteja pardina, lechazo, cordero guisado al horno, pichón, pollo de corral, conejo, caracoles y setas de cardo. La matanza del cerdo sirve de despensa para todo el año. En repostería, son tradicionales las rosquillas, magdalenas…